# Hugo Drax
Sir Hugo Drax è un personaggio immaginario creato dall'autore Ian Fleming per il romanzo di James Bond Moonraker del 1955. Fleming lo chiamò come il suo amico, Sir Reginald Drax. Per il film successivo e il suo romanzamento, Drax è stato in gran parte trasformato dallo sceneggiatore Christopher Wood. Nel film, Drax è interpretato dall'attore anglo-francese Michael Lonsdale. In entrambe le versioni di Moonraker, Drax è il principale antagonista della storia.
Il personaggio ha ispirato il suo successore Gustav Graves nel film La morte può attendere, del 2002.

## Biografia del romanzo
Nel romanzo Sir Hugo Drax è un eroe inglese della Seconda Guerra Mondiale, che si ritiene abbia lavorato nel porto di Liverpool prima della guerra, che divenne un milionario del dopoguerra. Ha i capelli rossi e metà della sua faccia è gravemente sfregiata da un attacco tedesco durante la guerra. Lo stesso incidente lo ha lasciato con l'amnesia . Lui è alto 6 piedi (183 cm). Dopo la guerra, Drax guadagnò una fortuna dal commercio di metalli a Tangeri e fu in grado di avviare la sua società, "Drax Metals Ltd", che si specializza e ha il monopolio nella produzione di un metallo chiamato columbite . Drax è anche il sostenitore del progetto missilistico "Moonraker" che è stato costruito per difendere il Regno Unito dai suoi nemici della Guerra Fredda . La columbite in metallo conferisce al motore di un missile un ulteriore livello di protezione in modo che possa bruciare i carburanti più caldi, espandendo così notevolmente il suo raggio d'azione. 

### Schema
Il romanzo rivela che Drax è nato in Germania come Graf Hugo von der Drache . Poiché sua madre era inglese, Drache è stato educato in Inghilterra fino all'età di dodici anni. Successivamente si è trasferito a Berlino e successivamente a Lipsia , dove ha continuato e terminato la sua formazione. Dopo essersi diplomato, si unì al partito nazista ed entrò nella Wehrmacht come soldato nella Brigata Panzer 150 . All'inizio della seconda guerra mondiale prese parte alle campagne Blitzkrieg in Belgio e in Francia , prima di diventare un commando Skorzeny Werwolf . Dopo l'offensiva delle Ardenne rimase dietro le linee alleate quando le loro truppe attraversarono il Reno e iniziarono a operare nei Paesi Bassi con il suo gruppo di commando. Durante una missione, si vestì come un soldato britannico in modo da poter sabotare e distruggere una casa colonica con un gruppo di collegamento misto di militari americani e britannici, ma finì nella stessa fattoria dopo essere stato attaccato da caccia tedeschi perché indossava un uniforme britannica. Mentre era ancora cosciente, riuscì a distruggere la sua moto e i documenti. Più tardi fu trovato e portato alla fattoria, quindi fu catturato nell'esplosione e quasi ucciso. Fu poi salvato dagli inglesi e curato per la salute, affermando di essere un "soldato scomparso" con il nome di Hugo Drax. Dopo essere stato dimesso dall'assistenza infermieristica, uccise un uomo d'affari ebreo a Londra , lo derubò di 15.000 sterline e fuggì a Tangeri. 
Drax avvia il progetto missilistico "Moonraker" con la scusa che testerebbe il lancio del missile nel Mare del Nord . Invece di farlo, prende di mira il suo missile a Londra e lo arma con una testata nucleare che ha ricevuto grazie al sostegno dei sovietici e di SMERSH. Drax usa la sua conoscenza del disastro imminente per giocare al mercato azionario, progettando di trarre un enorme profitto dal suo stesso atto terroristico. Bond, con l'aiuto dell'agente di ramo speciale Gala Brand, sabota il lancio di missili di Drax e cambia le coordinate del bersaglio nel Mare del Nord, dove dopo il lancio del missile Drax e i suoi uomini erano fuggiti in modo da poter guardare mentre Londra era distrutto. Nel caso, il sottomarino sovietico che trasporta Drax viene distrutto dall'esplosione della testata nucleare.

## Ispirazione
Il romanzo coinvolgeva l'idea del "traditore dentro" per tutto il corso del libro.  Drax, vero nome Graf Hugo von der Drache, è un "nazista tedesco megalomane che si maschera da gentiluomo inglese",  mentre il suo assistente, Krebs, porta lo stesso nome dell'ultimo capo di stato maggiore di Adolf Hitler. Usando un tedesco come principale nemico del romanzo, "Fleming ... sfrutta un'altra antipatia culturale britannica degli anni 1950. I tedeschi, sulla scia della seconda guerra mondiale, fecero un altro facile ed ovvio bersaglio per la stampa cattiva". Moonraker usa due dittature che Fleming odiava - i nazisti e i sovietici - come cattivi: Drax è tedesco e lavora per i sovietici, che gli forniscono non solo la bomba atomica, ma il supporto e la logistica per usarlo. 
Fleming ha usato aspetti della sua vita privata per creare Drax; Fleming chiamò il personaggio dopo la sua conoscenza dell'ammiraglio Sir Reginald Aylmer Ranfurly Plunkett-Ernle-Erle-Drax. Altri elementi del complotto derivano dalla conoscenza di Fleming delle operazioni di guerra eseguite da T-Force , un'unità segreta dell'esercito britannico formata per continuare il lavoro di 30 Assault Unit , anch'essa creata da Fleming.

## Biografia del film
Nell'adattamento cinematografico, Hugo Drax è un miliardario che possiede Drax Industries , una società privata che costruisce navette spaziali per la NASA. A differenza del Drax del romanzo, è implicito di essere francese (come è stato interpretato dall'attore francese Michael Lonsdale), anche se questo non è mai esplicitamente menzionato. Anche se Drax vive in California , risiede in un castello francese completamente importato per il quale "ogni pietra [è stata] portata dalla Francia" - Drax presumibilmente possiede anche la Torre Eiffel, ma non gli è stato permesso di esportarlo dalla Francia in modo simile perché il governo francese non gli avrebbe rilasciato un permesso di esportazione. Drax ritrae se stesso come un pianista compiuto, come dimostra il suo recital di "Raindrop" Preludio in D-flat major (op. 28) di Chopin sul suo pianoforte a coda (che suona nella tonalità di D); infatti, si mette in posa con un pianoforte per giocatore nel tentativo di impressionare i suoi ospiti. 
Bond segue una pista intorno al mondo per indagare sul furto di uno space shuttle che Drax aveva prestato al Regno Unito. Inizia le sue ricerche in California presso Drax Industries, e lo segue in Italia , poi in Brasile , poi nello spazio. 
Drax rivela che cerca di distruggere l'intera razza umana eccetto per un piccolo gruppo di umani accuratamente selezionati, sia maschi che femmine, che lasceranno la Terra su sei navette e avranno santuario su una stazione spaziale in orbita sulla Terra. Usando le armi chimiche create dagli scienziati di Drax - derivate dalla tossina di una rara pianta sudamericana, la Black Orchid - in un'installazione in Italia, avrebbe spazzato via il resto dell'umanità. Gli agenti biologici dovevano essere dispersi sulla terra da una serie di 50 globi strategicamente posizionati, ciascuno contenente abbastanza tossine per uccidere 100 milioni di persone. Dopo un certo periodo di tempo, quando gli agenti chimici erano diventati innocui, Drax e la sua razza principale sarebbero tornati sulla Terra per reintegrare il pianeta. 
Bond ottiene un campione dell'agente chimico nel luogo in Italia. Lo conduce in una remota parte del Brasile, dove trova la struttura di lancio della navetta di Drax in un antico santuario della civiltà. 
Bond e il suo compagno, l'agente della CIA , la dottoressa Holly Goodhead , requisiscono una delle navicelle spaziali di Drax e si dirigono verso la sua stazione spaziale orbitante. Bond convince lo scagnozzo di Drax Jaws a cambiare alleanza facendo scoprire a Drax che Jaws e la sua ragazza Dolly saranno sterminati come "inferiors". Una squadra di soldati inviati dal governo degli Stati Uniti invade la navetta, dando luogo a una battaglia laser in cui la "master race" di Drax viene uccisa. Bond poi affonda Drax nella camera di equilibrio della stazione, gli spara con un dardo con la punta di un cianuro e lo espelle nello spazio. 

### Henchmen
- Squalo
- Chang
- Corinne Dufour
- Cecchino albero
- Innumerevoli soldati a piedi vestiti in tute spaziali color giallo limone con strisce nere
- Gangster italiani a Venezia
- Assistente di volo

### Romanzamento
Nel suo romanzamento del film , lo sceneggiatore Christopher Wood descrive Drax come i capelli rossi e con una faccia sfregiata e malconcio da una povera chirurgia plastica (da tempo "prima che potesse permettersi il meglio del mondo"), come originariamente immaginato da Fleming . Sebbene la nazionalità di Drax non sia specificata, Bond si chiede pigramente da solo su quale parte abbia combattuto durante la seconda guerra mondiale.

## Omicidi commessi da Drax
- Corinne Dufour, sua segretaria fatta sbranare dai propri mastini dopo che aveva aiutato Bond;